# Olympische Winterspiele 1948/Bob – Viererbob (Männer)
Der Viererbob der Männer bei den Olympischen Winterspielen 1948 in St. Moritz bestand aus vier Läufen, von denen zwei am 6. und zwei am 7. Februar 1948 ausgetragen wurden. Austragungsort war der Olympia Bobrun. Am Start waren 60 Teilnehmer aus 9 Ländern. Olympiasieger wurden die US-Amerikaner Francis Tyler, Patrick Martin, Edward Rimkus und William D’Amico mit einer Gesamtzeit von 5:20,1 Minuten. Die Silbermedaille holten Max Houben, Alfred Mansveld, Louis-Georges Niels und Jacques Mouvet aus Belgien vor James Bickford, Thomas Hicks, Donald Dupree und William Dupree aus den Vereinigten Staaten, die die Bronzemedaille gewannen.

## Titelträger
| Olympiasieger | Pierre Musy Arnold Gartmann Charles Bouvier Joseph Beerli ( Schweiz) | Garmisch-Partenkirchen 1936 | 5:19,85 min |
| Weltmeister   | Fritz Feierabend Fritz Waller Felix Endrich Stephan Waser ( Schweiz) | St. Moritz 1947             | 5:16,2 min  |

## Ergebnisse
| Rang | Athleten                                                             | Nation             | Lauf 1     | Lauf 1 | Lauf 2     | Lauf 2 | Lauf 3     | Lauf 3 | Lauf 4     | Lauf 4 | Gesamt     |
| Rang | Athleten                                                             | Nation             | Zeit (min) | Rang   | Zeit (min) | Rang   | Zeit (min) | Rang   | Zeit (min) | Rang   | Zeit (min) |
| ---- | -------------------------------------------------------------------- | ------------------ | ---------- | ------ | ---------- | ------ | ---------- | ------ | ---------- | ------ | ---------- |
| 001  | Francis Tyler Patrick Martin Edward Rimkus William D’Amico           | Vereinigte Staaten | 1:17,1     | 2      | 1:19,6     | 1      | 1:21,4     | 1      | 1:22,0     | 5      | 5:20,1     |
| 002  | Max Houben Alfred Mansveld Louis-Georges Niels Jacques Mouvet        | Belgien            | 1:17,3     | 3      | 1:20,9     | 6      | 1:22,0     | 5      | 1:21,1     | 1      | 5:21,3     |
| 003  | James Bickford Thomas Hicks Donald Dupree William Dupree             | Vereinigte Staaten | 1:17,4     | 5      | 1:20,7     | 2      | 1:21,8     | 4      | 1:21,6     | 2      | 5:21,5     |
| 004  | Fritz Feierabend Fritz Waller Felix Endrich Heinrich Angst           | Schweiz            | 1:16,9     | 1      | 1:21,2     | 8      | 1:22,3     | 7      | 1:21,7     | 3      | 5:22,1     |
| 005  | Arne Holst Ivar Johansen Reidar Berg Alf Large                       | Norwegen           | 1:17,3     | 3      | 1:20,8     | 3      | 1:21,4     | 1      | 1:23,0     | 6      | 5:22,5     |
| 006  | Nino Bibbia Gian Carlo Ronchetti Edilberto Campadese Luigi Cavalieri | Italien            | 1:18,2     | 7      | 1:20,8     | 3      | 1:22,1     | 6      | 1:21,9     | 4      | 5:23,0     |
| 007  | William Coles Jack McLean Pennington Collings Mike Holliday          | Großbritannien     | 1:18,5     | 8      | 1:20,9     | 6      | 1:21,5     | 3      | 1:23,0     | 6      | 5:23,9     |
| 008  | Franz Kapus Bernhard Schilter Paul Eberhard Werner Spring            | Schweiz            | 1:17,6     | 6      | 1:20,8     | 3      | 1:22,3     | 7      | 1:24,7     | 12     | 5:25,4     |
| 009  | René Charlet Jean Morin Jacques Descatoire Amédée Ronzel             | Frankreich         | 1:18,9     | 9      | 1:22,2     | 9      | 1:23,8     | 11     | 1:24,5     | 10     | 5:29,4     |
| 010  | Bjarne Schrøen Gunnar Thoresen Arnold Dyrdahl Benn Johan Valsø       | Norwegen           | 1:20,0     | 11     | 1:22,6     | 10     | 1:23,6     | 10     | 1:23,5     | 8      | 5:29,7     |
| 011  | Nino Rovelli Enrico Airoldi Vittorio Folonari Remo Airoldi           | Italien            | 1:19,8     | 10     | 1:22,8     | 11     | 1:23,2     | 9      | 1:24,4     | 9      | 5:30,2     |
| 012  | Justo del Carril Salvador Correa Marcelo de Ridder Héctor Tomasi     | Argentinien        | 1:20,5     | 12     | 1:23,4     | 12     | 1:24,5     | 12     | 1:24,5     | 10     | 5:32,9     |
| 013  | Gilbert Achard-Picard Félix Bonnat Louis Saint Calbre Henri Evrot    | Frankreich         | 1:20,7     | 14     | 1:24,7     | 15     | 1:24,7     | 13     | 1:25,3     | 13     | 5:35,4     |
| 014  | Max Ippen František Zajíček Ivan Šipajlo Jiří Novotný                | Tschechoslowakei   | 1:20,6     | 13     | 1:24,1     | 13     | 1:25,4     | 14     | 1:25,4     | 14     | 5:35,5     |
| 015  | Richard Jeffery Edgar Meddings George Powell-Shedden James Iremonger | Großbritannien     | 1:20,8     | 15     | 1:24,3     | 14     | 1:29,8     | 15     | 1:26,2     | 15     | 5:41,1     |